# Convocazioni al World Grand Prix 2011
Elenco delle giocatrici convocate per il World Grand Prix 2011.

## Argentina
| N° | Nome                 | Ruolo | Data di nascita   | Squadra         |
| -- | -------------------- | ----- | ----------------- | --------------- |
| -  | Horacio Bastit       | All   | -                 | -               |
| 1  | Lucía Gaido          | L     | 19 gennaio 1988   | Boca Juniors    |
| 3  | Yamila Nizetich      | S     | 27 gennaio 1989   | Calais          |
| 4  | Aylin Pereyra        | S     | 2 luglio 1988     | Boca Juniors    |
| 5  | Lucía Fresco         | O     | 14 maggio 1991    | Boca Juniors    |
| 6  | Daniela Gildenberger | S     | 12 giugno 1984    | Banco Nación    |
| 9  | Camila Jersonsky     | C     | 30 maggio 1991    | Auburn          |
| 10 | Emilce Sosa          | C     | 11 settembre 1987 | Boca Juniors    |
| 12 | Antonella Bortolozzi | S     | 22 gennaio 1986   | Boca Juniors    |
| 13 | Leticia Boscacci     | O     | 8 novembre 1985   | Haro            |
| 14 | Florecia Carlotto    | C     | 14 ottobre 1988   | Banco Nación    |
| 17 | Antonela Curatola    | P     | 23 ottobre 1991   | Vélez Sarsfield |
| 18 | Yael Castiglione     | P     | 27 settembre 1985 | İqtisadçı       |

## Brasile
| N° | Nome                   | Ruolo | Data di nascita  | Squadra        |
| -- | ---------------------- | ----- | ---------------- | -------------- |
| -  | José Roberto Guimarães | All   | 31 agosto 1954   | Fenerbahçe     |
| 1  | Fabiana Claudino       | C     | 24 gennaio 1985  | GRER           |
| 2  | Juciely Barreto        | C     | 18 dicembre 1980 | Rio de Janeiro |
| 3  | Danielle Lins          | P     | 5 gennaio 1985   | Rio de Janeiro |
| 5  | Adenízia da Silva      | C     | 18 dicembre 1986 | Osasco         |
| 6  | Thaísa de Menezes      | C     | 15 maggio 1987   | Osasco         |
| 10 | Wélissa Gonzaga        | S     | 9 settembre 1982 | Osasco         |
| 12 | Natália Pereira        | S     | 24 aprile 1989   | Rio de Janeiro |
| 13 | Sheilla de Castro      | O     | 1º luglio 1983   | Rio de Janeiro |
| 14 | Fabiana de Oliveira    | L     | 7 marzo 1980     | Rio de Janeiro |
| 16 | Fernanda Garay         | S     | 10 maggio 1986   | GRER           |
| 17 | Josefa de Souza        | P     | 3 febbraio 1983  | Pinheiros      |
| 19 | Tandara Caixeta        | O     | 30 ottobre 1988  | GRER           |

## Cina
| N° | Nome         | Ruolo | Data di nascita   | Squadra  |
| -- | ------------ | ----- | ----------------- | -------- |
| -  | Yu Juemin    | All   | 11 maggio 1960    | -        |
| 1  | Wang Yimei   | O     | 11 gennaio 1988   | Liaoning |
| 2  | Mi Yang      | P     | 24 gennaio 1989   | Tianjin  |
| 3  | Yang Jie     | S     | 1º marzo 1994     | Shanghai |
| 4  | Hui Ruoqi    | S     | 4 marzo 1991      | Jiangsu  |
| 8  | Wei Qiuyue   | P     | 26 settembre 1988 | Tianjin  |
| 9  | Yang Junjing | C     | 11 maggio 1989    | Bayi     |
| 10 | Shan Danna   | L     | 8 ottobre 1991    | Zhejiang |
| 11 | Xu Yunli     | C     | 2 agosto 1987     | Fujian   |
| 14 | Chen Liyi    | S     | 27 aprile 1989    | Tianjin  |
| 15 | Ma Yunwen    | S     | 19 ottobre 1986   | Shanghai |
| 16 | Qiu Yanan    | O     | 16 gennaio 1989   | Zhejiang |
| 18 | Fan Linlin   | S     | 1º dicembre 1991  | Bayi     |

## Corea del Sud
| N° | Nome           | Ruolo | Data di nascita  | Squadra             |
| -- | -------------- | ----- | ---------------- | ------------------- |
| -  | Kim Hyung-sil  | All   | -                | -                   |
| 4  | Hwang Youn-joo | S     | 13 agosto 1986   | Hyundai Hillstate   |
| 6  | Lee So-jin     | P     | 20 agosto 1987   | IBK Altos           |
| 7  | Yoon Hye-suk   | S     | 19 giugno 1983   | Hyundai Hillstate   |
| 8  | Nam Jie-youn   | L     | 25 maggio 1983   | GS Caltex Seoul     |
| 10 | Kim Yeon-koung | S     | 26 febbraio 1988 | JT Marvelous        |
| 11 | Jang Young-eun | C     | 30 ottobre 1993  | Kyungnam Women's HS |
| 12 | Han Song-yi    | S     | 5 settembre 1984 | GS Caltex Seoul     |
| 13 | Lee Bo-lam     | C     | 8 agosto 1988    | Korea Expressway    |
| 15 | Kim Se-young   | C     | 4 giugno 1981    | KGC Ginseng         |
| 16 | Bae Yoo-na     | S     | 30 novembre 1989 | GS Caltex Seoul     |
| 17 | Kim Hye-jin    | L     | 17 febbraio 1989 | Pink Spiders        |
| 20 | Lee Sook-ja    | P     | 17 giugno 1980   | GS Caltex Seoul     |

## Cuba
| N° | Nome              | Ruolo | Data di nascita  | Squadra          |
| -- | ----------------- | ----- | ---------------- | ---------------- |
| -  | Juan Carlos Gala  | All   | -                | -                |
| 1  | Wilma Salas       | S     | 9 marzo 1991     | Santiago de Cuba |
| 2  | Yanelis Santos    | P/O   | 30 marzo 1986    | Ciego de Ávila   |
| 3  | Alena Rojas       | C     | 9 agosto 1992    | Ciudad Habana    |
| 4  | Yoana Palacio     | C     | 6 ottobre 1990   | Ciudad Habana    |
| 6  | Daimara Lescay    | C     | 5 settembre 1992 | Holguín          |
| 8  | Emily Borrel      | L     | 19 febbraio 1992 | Villa Clara      |
| 10 | Ana Cleger        | P/O   | 27 novembre 1989 | Santiago de Cuba |
| 11 | Liannes Castañeda | C     | 18 ottobre 1986  | Guantánamo       |
| 13 | Rosanna Giel      | C     | 10 giugno 1992   | Ciego de Ávila   |
| 14 | Kenia Carcaces    | S     | 23 gennaio 1986  | Holguín          |
| 15 | Yusidey Silié     | P/O   | 11 novembre 1984 | Ciudad Habana    |
| 19 | Jennifer Álvarez  | S     | 29 novembre 1993 | Cienfuegos       |

## Germania
| N° | Nome                | Ruolo | Data di nascita   | Squadra          |
| -- | ------------------- | ----- | ----------------- | ---------------- |
| -  | Giovanni Guidetti   | All   | 20 settembre 1982 | VakıfBank GS     |
| 2  | Kathleen Weiß       | P     | 2 febbraio 1984   | İqtisadçı        |
| 4  | Kerstin Tzscherlich | L     | 15 febbraio 1978  | Dresdner         |
| 6  | Kathy Radzuweit     | C     | 2 marzo 1982      | Fischbek         |
| 9  | Corina Ssuschke     | C     | 5 maggio 1983     | Prostějov        |
| 10 | Anne Matthes        | S     | 30 aprile 1985    | Time Matera      |
| 11 | Christiane Fürst    | C     | 29 marzo 1985     | Fenerbahçe       |
| 12 | Heike Beier         | S     | 9 dicembre 1983   | River            |
| 13 | Saskia Hippe        | O     | 16 gennaio 1991   | Dresdner         |
| 14 | Margareta Kozuch    | O     | 30 ottobre 1986   | Zareč'e Odincovo |
| 15 | Maren Brinker       | S     | 10 luglio 1986    | VC Stoccarda     |
| 19 | Regina Burchardt    | S     | 1º luglio 1983    | Wiesbaden        |
| 20 | Mareen Apitz        | P     | 26 marzo 1987     | Dresdner         |

## Giappone
| N° | Nome             | Ruolo | Data di nascita   | Squadra           |
| -- | ---------------- | ----- | ----------------- | ----------------- |
| -  | Masayoshi Manabe | All   | 21 agosto 1963    | -                 |
| 2  | Hitomi Nakamichi | P     | 18 settembre 1985 | Toray Arrows      |
| 3  | Yoshie Takeshita | P     | 18 marzo 1978     | JT Marvelous      |
| 5  | Ai Ōtomo         | C     | 24 marzo 1982     | JT Marvelous      |
| 6  | Yūko Sano        | L     | 26 luglio 1979    | İqtisadçı         |
| 7  | Mai Yamaguchi    | S     | 3 luglio 1983     | Okayama Seagulls  |
| 9  | Mizuho Ishida    | S     | 22 gennaio 1988   | Hisamitsu Springs |
| 10 | Nana Iwasaka     | C     | 3 luglio 1990     | Hisamitsu Springs |
| 11 | Erika Araki      | C     | 3 agosto 1984     | Toray Arrows      |
| 12 | Saori Kimura     | S     | 19 agosto 1986    | Toray Arrows      |
| 13 | Risa Shinnabe    | S     | 11 luglio 1990    | Hisamitsu Springs |
| 15 | Maiko Kanō       | S     | 15 luglio 1988    | Pavia             |
| 16 | Saori Sakoda     | S     | 18 dicembre 1987  | Toray Arrows      |

## Italia
| N° | Nome                | Ruolo | Data di nascita   | Squadra             |
| -- | ------------------- | ----- | ----------------- | ------------------- |
| -  | Massimo Barbolini   | All   | 29 agosto 1964    | -                   |
| 1  | Sara Anzanello      | C     | 30 luglio 1980    | Villa Cortese       |
| 2  | Cristina Barcellini | S     | 20 novembre 1986  | Asystel             |
| 3  | Ilaria Garzaro      | C     | 29 settembre 1986 | Robur Tiboni Urbino |
| 4  | Lucia Crisanti      | C     | 16 marzo 1986     | Busto Arsizio       |
| 7  | Martina Guiggi      | C     | 1º maggio 1984    | Robursport Pesaro   |
| 10 | Paola Cardullo      | L     | 18 marzo 1982     | Villa Cortese       |
| 12 | Francesca Piccinini | S     | 10 gennaio 1979   | Bergamo             |
| 14 | Eleonora Lo Bianco  | P     | 22 dicembre 1979  | Bergamo             |
| 16 | Lucia Bosetti       | S     | 9 luglio 1984     | Bergamo             |
| 17 | Simona Gioli        | O     | 17 settembre 1977 | Spes Conegliano     |
| 19 | Giulia Leonardi     | L     | 1º dicembre 1987  | Robur Tiboni Urbino |
| 20 | Francesca Ferretti  | P     | 15 febbraio 1984  | Robursport Pesaro   |

## Kazakistan
| N° | Nome                  | Ruolo | Data di nascita   | Squadra         |
| -- | --------------------- | ----- | ----------------- | --------------- |
| -  | Bakhytzhan Baitureyev | All   | 24 dicembre 1967  | -               |
| 5  | Olga Nassedkina       | C     | 28 dicembre 1982  | Almatı          |
| 6  | Kristina Trubina      | C     | 5 novembre 1986   | Astana          |
| 7  | Alena Omelchenko      | C     | 19 giugno 1989    | Almatı          |
| 8  | Korinna Ishimtseva    | P     | 4 febbraio 1984   | Almatı          |
| 9  | Irina Lukomskaya      | P     | 19 marzo 1991     | Almatı          |
| 10 | Yelena Ezau           | L     | 9 marzo 1983      | Irtyš           |
| 11 | Marina Storozhenko    | L     | 6 giugno 1985     | Almatı          |
| 12 | Yekaterina Akilova    | S     | 28 maggio 1992    | Metallurg       |
| 13 | Radmila Beresneva     | S     | 6 giugno 1983     | Almatı          |
| 14 | Zarina Sitkazinova    | S     | 20 marzo 1993     | Gracija-KZ Oral |
| 15 | Irina Shenberger      | -     | 20 febbraio 1992  | Metallurg       |
| 17 | Olga Drobyshevskaya   | S     | 22 settembre 1985 | Almatı          |

## Perù
| N° | Nome               | Ruolo | Data di nascita  | Squadra           |
| -- | ------------------ | ----- | ---------------- | ----------------- |
| -  | Luca Cristofani    | All   | 8 agosto 1969    | RDM Pomezia       |
| 1  | Angélica Aquino    | S     | 10 agosto 1990   | Divino Maestro    |
| 2  | Mirtha Uribe       | C     | 12 marzo 1985    | Alianza Lima      |
| 5  | Vanessa Palacios   | L     | 3 luglio 1984    | Divino Maestro    |
| 6  | Jessenia Uceda     | S     | 14 agosto 1981   | Pavia             |
| 7  | Yulissa Zamudio    | S     | 24 marzo 1976    | Alianza Lima      |
| 10 | Luren Baylon       | S     | 14 agosto 1977   | Ciutadella        |
| 11 | Clarivett Yllescas | -     | 11 agosto 1993   | Regatas Lima      |
| 12 | Carla Rueda        | S     | 19 aprile 1990   | Deportivo Géminis |
| 14 | Elena Keldibekova  | P     | 23 giugno 1974   | Lokomotiv Baku    |
| 15 | Karla Ortiz        | S     | 20 ottobre 1991  | Divino Maestro    |
| 16 | Alexandra Muñoz    | -     | 16 agosto 1992   | Divino Maestro    |
| 17 | Branda Uribe       | -     | 11 dicembre 1993 | Alianza Lima      |

## Polonia
| N° | Nome                | Ruolo | Data di nascita  | Squadra         |
| -- | ------------------- | ----- | ---------------- | --------------- |
| -  | Alojzy Świderek     | All   | 30 maggio 1952   | -               |
| 1  | Anna Podolec        | O     | 30 ottobre 1985  | BKS             |
| 2  | Katarzyna Wellna    | O     | 22 marzo 1985    | Trefl Sopot     |
| 3  | Karolina Kosek      | S     | 28 giugno 1985   | Budowlani Łódź  |
| 5  | Berenika Tomsia     | C     | 18 marzo 1988    | BKS             |
| 6  | Magdalena Saad      | L     | 14 maggio 1985   | AZS Białystok   |
| 8  | Klaudia Kaczorowska | S     | 20 dicembre 1988 | Muszynianka     |
| 10 | Sylwia Pelc         | C     | 30 novembre 1990 | Pałac Bydgoszcz |
| 12 | Milena Sadurek      | P     | 18 ottobre 1984  | Muszynianka     |
| 13 | Paulina Maj         | L     | 22 marzo 1987    | Trefl Sopot     |
| 14 | Joanna Wołosz       | P     | 7 aprile 1990    | Gwardia Wrocław |
| 18 | Aleksandra Kruk     | S     | 29 ottobre 1984  | AZS Białystok   |
| 20 | Anita Kwiatkowska   | S     | 5 marzo 1985     | Stal Mielec     |

## Rep. Dominicana
| N° | Nome                | Ruolo | Data di nascita   | Squadra            |
| -- | ------------------- | ----- | ----------------- | ------------------ |
| -  | Marcos Kwiek        | All   | -                 | -                  |
| 1  | Annerys Vargas      | S     | 7 agosto 1981     | Criollas de Caguas |
| 2  | Dahiana Burgos      | S     | 7 aprile 1985     | Indias de Mayagüez |
| 3  | Lisvel Eve          | C     | 10 settembre 1991 | Denso Airybees     |
| 7  | Niverka Marte       | P     | 19 ottobre 1990   | Mirador            |
| 8  | Cándida Arias       | C     | 11 marzo 1992     | Mirador            |
| 9  | Sidarka Núñez       | O     | 25 giugno 1984    | Indias de Mayagüez |
| 10 | Milagros Cabral     | S     | 17 ottobre 1978   | Pinkin de Corozal  |
| 12 | Karla Echenique     | P     | 16 maggio 1986    | Budowlani Łódź     |
| 13 | Cindy Rondón        | C     | 12 novembre 1988  | Mirador            |
| 14 | Prisilla Rivera     | S     | 29 dicembre 1984  | Mets de Guaynabo   |
| 18 | Bethania de la Cruz | S     | 13 maggio 1989    | Criollas de Caguas |
| 19 | Ana Binet           | L     | 9 febbraio 1992   | Club Malanga       |

## Russia
| N° | Nome                | Ruolo | Data di nascita  | Squadra          |
| -- | ------------------- | ----- | ---------------- | ---------------- |
| -  | Vladimir Kuzjutkin  | All   | -                | -                |
| 1  | Marija Borodakova   | C     | 8 marzo 1986     | Dinamo-Kazan     |
| 2  | Lesja Machno        | S     | 4 settembre 1981 | Dinamo Mosca     |
| 5  | Viktorija Kuzjakina | L     | 1º giugno 1985   | Dinamo Mosca     |
| 6  | Ol'ga Bukreeva      | O     | 15 maggio 1987   | Dinamo Krasnodar |
| 8  | Natalija Hončarova  | S     | 1º giugno 1989   | Dinamo Mosca     |
| 9  | Ol'ga Fateeva       | O     | 4 maggio 1984    | Trefl Sopot      |
| 10 | Julija Sedova       | C     | 8 gennaio 1985   | Avtodor-Metar    |
| 11 | Ekaterina Gamova    | O     | 17 ottobre 1980  | Dinamo-Kazan     |
| 13 | Evgenija Starceva   | P     | 12 febbraio 1989 | Dinamo Krasnodar |
| 14 | Ekaterina Kabešova  | L     | 5 agosto 1986    | Dinamo-Kazan     |
| 16 | Julija Merkulova    | C     | 17 febbraio 1984 | Dinamo Mosca     |
| 20 | Anna Levčenko       | P     | 12 luglio 1981   | Dinamo Mosca     |

## Serbia
| N° | Nome              | Ruolo | Data di nascita  | Squadra          |
| -- | ----------------- | ----- | ---------------- | ---------------- |
| -  | Zoran Terzić      | All   | 9 luglio 1966    | Sirio Perugia    |
| 2  | Jovana Brakočević | O     | 5 marzo 1988     | Guangdong Hengda |
| 3  | Sanja Malagurski  | S     | 8 giugno 1990    | Stella Rossa     |
| 5  | Nataša Krsmanović | C     | 19 giugno 1985   | Rabitə Baku      |
| 6  | Tijana Malešević  | S     | 18 marzo 1991    | Voléro Zurigo    |
| 7  | Brižitka Molnar   | S     | 28 luglio 1985   | Panathīnaïkos    |
| 8  | Ana Antonijević   | P     | 26 agosto 1987   | RC Cannes        |
| 9  | Jovana Vesović    | S     | 21 giugno 1987   | Dinamo Bucarest  |
| 10 | Maja Ognjenović   | P     | 6 agosto 1984    | Olympiakos       |
| 12 | Jelena Nikolić    | S     | 13 aprile 1982   | VakıfBank        |
| 14 | Nađa Ninković     | C     | 1º novembre 1991 | Stella Rossa     |
| 16 | Milena Rašić      | C     | 25 ottobre 1990  | RC Cannes        |
| 18 | Suzana Ćebić      | L     | 9 novembre 1984  | Suhl             |

## Stati Uniti
| N° | Nome              | Ruolo | Data di nascita  | Squadra           |
| -- | ----------------- | ----- | ---------------- | ----------------- |
| -  | Hugh McCutcheon   | All   | 13 ottobre 1969  | -                 |
| 4  | Lindsey Berg      | P     | 16 luglio 1980   | Villa Cortese     |
| 5  | Tamari Miyashiro  | L     | 8 luglio 1987    | Schwechat Post    |
| 6  | Nicole Davis      | L     | 24 aprile 1982   | Lokomotiv Baku    |
| 7  | Heather Bown      | C     | 29 novembre 1978 | Eczacıbaşı        |
| 8  | Alisha Glass      | P     | 5 aprile 1988    | GRER              |
| 9  | Jennifer Joines   | C     | 23 novembre 1982 | Azərreyl          |
| 10 | Kimberly Glass    | S     | 18 agosto 1984   | Rabitə Baku       |
| 11 | Jordan Larson     | S     | 16 ottobre 1986  | Dinamo-Kazan      |
| 15 | Logan Tom         | S     | 25 maggio 1981   | Guangdong Hengda  |
| 16 | Foluke Akinradewo | C     | 5 ottobre 1987   | Toyota Queenseis  |
| 18 | Destinee Hooker   | O     | 7 settembre 1987 | Robursport Pesaro |
| 19 | Megan Hodge       | S     | 15 ottobre 1988  | Villa Cortese     |

## Thailandia
| N° | Nome                         | Ruolo | Data di nascita  | Squadra |
| -- | ---------------------------- | ----- | ---------------- | ------- |
| -  | Kiattipong Radchatagriengkai | All   | 17 luglio 1966   | Chang   |
| 1  | Wanna Buakaew                | L     | 2 gennaio 1981   | Chang   |
| 2  | Piyanut Pannoy               | L     | 10 novembre 1989 | Chang   |
| 5  | Pleumjit Thinkaow            | C     | 9 novembre 1983  | Chang   |
| 6  | Onuma Sittirak               | S     | 13 giugno 1986   | Chang   |
| 8  | Utaiwan Kaensing             | C     | 7 settembre 1988 | Chang   |
| 9  | Wanitchaya Luangtonglang     | S     | 8 ottobre 1992   | Chang   |
| 10 | Wilavan Apinyapong           | S     | 6 giugno 1984    | Chang   |
| 11 | Amporn Hyapha                | C     | 19 maggio 1985   | Chang   |
| 12 | Tapaphaipun Chaisri          | L     | 29 novembre 1989 | Chang   |
| 13 | Nootsara Tomkom              | P     | 7 luglio 1985    | Chang   |
| 15 | Malika Kanthong              | S     | 8 gennaio 1987   | Chang   |
| 17 | Kamonporn Sukmak             | P     | 29 febbraio 1988 | Chang   |